# Diplotomodon horrificus
Diplotomodon horrificus es la única especie conocida del género dudoso extinto  Diplomotodon  (gr. “diente de doble borde cortante”) de dinosaurio terópodo tiranosáurido, que hábito a finales del período Cretácico, hace aproximadamente entre 70 millones de años en el Maastrichtiense en lo que es hoy Norteamérica. Conocido por solo un diente recurvado, encontrado en el condado de Glouchester, Nueva Jersey, Estados Unidos. La única especie fue primero llamada Tomodon horrificus por Joseph Leidy en 1865, pero el nombre genérico estaba ocupado por un género de culebras, por lo que se lo cambió por Diplotomotodon horrificus, en 1868. Hoy se considera que el diente puede pertenecer a Dryptosaurus.